# 分词
分词（英語：participle，簡寫：PTCP）是一個语言学術語，為一种非限定動詞形式，其在句子中的功能隨上下文的語境變化。取決於上下文，分詞可以具有副詞的功能或是作為一個形容詞。可以用于构成复合时态语态或作为修饰语。分词常常有其他词类的特征，特别是形容词和名词的特征。分詞的英語「participle」來自於拉丁語：，拉丁語又翻譯自希腊语，其意義為分擔或分享。
包括印欧语系、闪-含语系、乌拉尔语系、阿尔泰语系、愛斯基摩-阿留申語系等語系中都有分词的存在。而汉藏语系的诸语言则没有分词这一语法范畴。在多数现代欧洲语言中都會有兩種分词，比如英語有现在分词（英語：present participle）和过去分词（英語：past participle）；德语有第一分词（德語：Partizip I）和第二分词（德語：Partizip II）。

## 分詞的種類
分詞常常用時態來區別，例如英語裡有現在分詞和過去分詞。但這只是約定俗成；現在分詞不一定就是表示現在，過去分詞也不一定表示過去。
分詞也可能用語態區別。有的語言（如拉丁語和俄語）的主動語態和被動語態有不同分詞。英語中的現在分詞本質上是主動分詞，而過去分詞兼具主動、被動用法，就如以下例子所展示的：
- I saw Peter eating his dinner. 我看見比得吃飯。（eating是主動分詞，而被修飾名詞Peter是實施者）
- I have eaten my dinner. 我吃過飯了。（完成時結構；eaten是主动分词）
- John was eaten by lions. 約翰被獅子吃了。（eaten是被動分詞，John是承受者）

有時也區分形容詞性分詞和副詞性分詞。副词性分词（或分詞短語、基於這種分詞的從句）在句中扮演狀語，而形容詞性分詞（或分詞短語、基於這種分詞的從句）扮演定語或表語。有些語言裡這兩種分詞形式不同，比如俄語和其餘斯拉夫語言、匈牙利語，以及許多愛斯基摩語。